# 臺南鐵路飯店

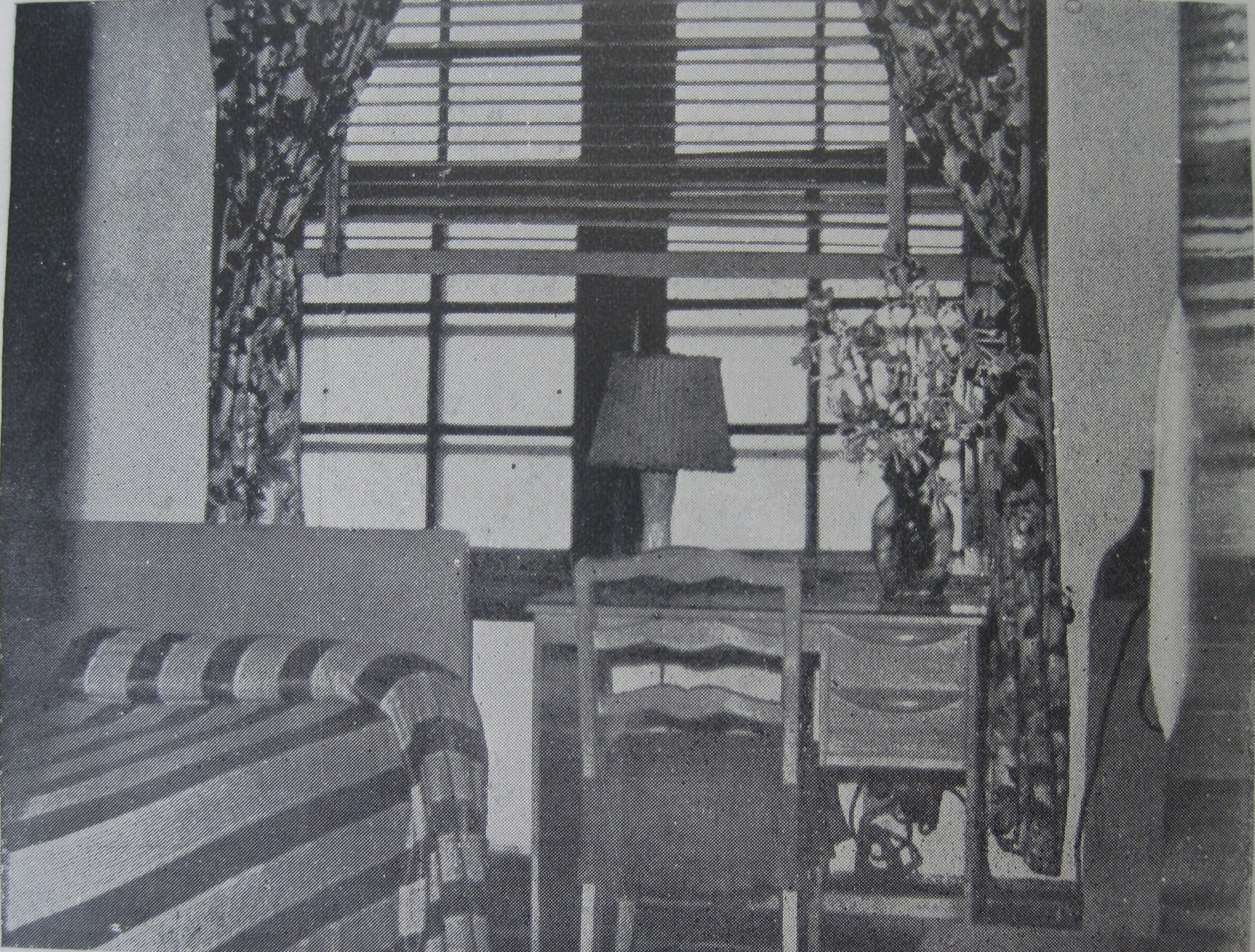
民國時期的臺南鐵路飯店房間，攝於1950年代

臺南鐵路飯店（日语：／）是一家位於台灣臺南市東區的飯店。位於臺南車站（車站二樓）內，被中華民國政府列為國家重要文化財產。在臺南車站開業隔年的1936年開幕，1986年結束營業，目前由台灣鐵路管理局經營。台南車站改建工程計畫預計於2022年重新開業。
二次大戰之後，鐵道飯店改為「鐵路飯店」和「鐵路餐廳」分別經營，後因虧損相繼於1965年、1986年停業。

## 簡介
日治時期都市逐漸發展與擴大，臺南驛顯得過於老舊且不敷使用，開始提出臺南驛本體建築改建計畫，由鐵道部改良課日籍建築師宇敷赳夫設計，於昭和9年（1934年）動工。為解決乘車外宿之不便，第二代臺南驛的二樓設有洋式旅館，昭和11年（1936年）3月車站落成，臺南鐵道飯店開業，是當時臺灣唯一設有旅館的車站。
臺南鐵道飯店有客房9間，提供乘客住宿、休息、盥洗、及寄放行李等服務，且設有公共電話室、餐廳、酒吧、更衣室等設施，唯客房內不設衛浴。餐廳內亦有冷藏食物的設備，除此之外，還設有貴賓室與接待室專門服務貴賓。。
二次大戰後，臺南鐵道飯店一分為二，由鐵路餐廳和鐵路飯店分別經營，惟不敵時代潮流，民國54年（1965年）旅館部歇業，民國75年（1986年）鐵路餐廳亦遭裁撤，此後荒廢至今，但仍可見當時室內空間之華麗。目前尚不對外開放。